# Lushsux

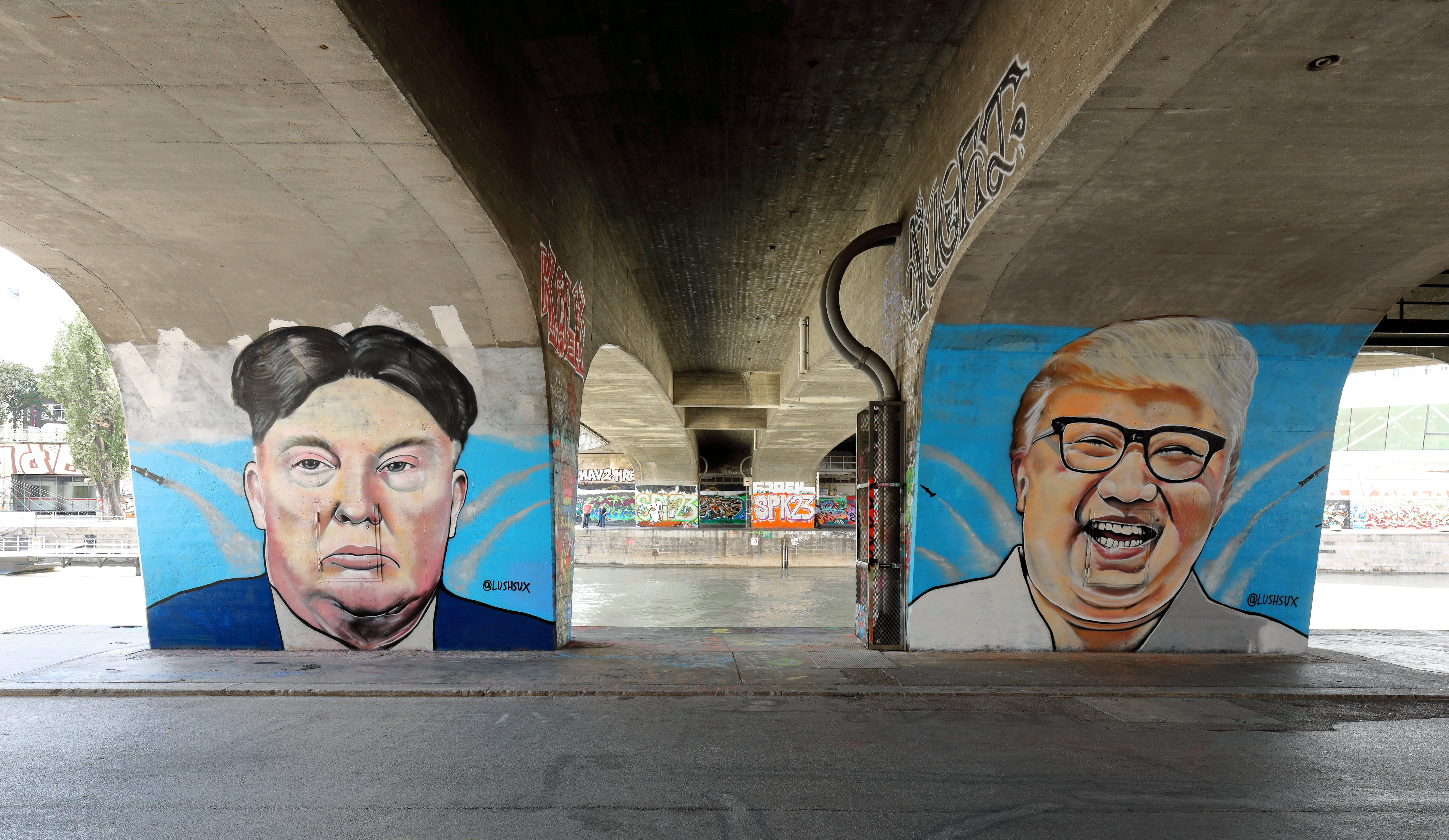
Um mural com Kim Jong-un e Donald Trump em Vienna

Lushsux é um artista de rua australiano anônimo cujas obras receberam cobertura internacional. Lushsux vive em Melbourne e é conhecido por seus grandes murais que remetem à cibercultura de memes da Internet, bem como à cultura popular de forma mais ampla. Tem sido chamado "o artista prototípico pós-Internet" e "a resposta da Austrália a Banksy".

## Biografia
Lushsux declarou que cresceu numa família da classe trabalhadora nos subúrbios a oeste de Melbourne, e trabalhou numa fábrica antes de se tornar artista em tempo integral. Desde a sua primeira exposição em Collingwood em 2010, Lushsux tem sido apoiado por Sarah Powell e Andrew King, patronos da cena artística de rua de Melbourne.

## Controvérsias
Em agosto de 2016, ele criou um mural no subúrbio de Footscray de uma Hillary Clinton vestindo poucas roupas. Depois que o conselho local recebeu reclamações de membros do público, Lushsux pintou uma burca sobre Clinton. Em agosto de 2017, ele criou duas imagens de Donald Trump no muro da Cisjordânia. Em outubro de 2017 ele pintou Trump e Benjamin Netanyahu se beijando. Em setembro de 2018, ele irritou 50 Cent com um mural do mesmo. Em outubro de 2018, ele fez uma paródia da amizade de Kanye West e Donald Trump ao criar o personagem "Donye West". Em março de 2019, ele fez uma paródia de Anderson Silva, mostrando-o vestido de Homem-Aranha.
Em 2020, ele começou a pintar murais de 50 Cent novamente, criando várias misturas que "reimaginaram" o rapper como outra figura pública, incluindo Mike Tyson ("50 Thent"), Mike Pence ("50 Pence") e Taylor Swift ("Swifty Cent"). 50 Cent repostou muitos dos murais nas suas redes sociais, expressando tanto admiração pela habilidade do artista, mas também raiva por ser alvo constante dele. Em maio de 2020, Lushsux declarou que foi hospitalizado após ter sido atacado por um grupo de homens enquanto pintava outro mural de 50 Cent.